# 10 Lecie Kabaretu Ani Mru Mru
10 Lecie Kabaretu Ani Mru Mru – trasa koncertowa Kabaretu Ani Mru Mru.
Program trasy 10-lecia Kabaretu Ani Mru-Mru stworzyły skecze wybrane przez internautów na specjalnie przygotowanej stronie internetowej.
W ramach trasy, od lutego 2009 roku do stycznia 2010, odbyło się ponad 80 występów. Oprócz jubilatów gościnnie wystąpili Cezary Pazura oraz Robert Górski.

## Kalendarium
- 15 kwietnia 2009 – nagranie programu 10-lecie Ani Mru-Mru
- 22 maja 2009, Opera Wrocławska, Wrocław – premiera DVD 10-lecie Ani Mru-Mru

## Lista utworów na DVD
1. Histeryjka 1 – Piotr Bałtroczyk
2. Klinika Uzależnień – Ani Mru-Mru
3. Supermarket – Ani Mru-Mru
4. Histeryjka 2 – Piotr Bałtroczyk
5. Telefon do Taty – Robert Górski
6. Chińska Restauracja – Ani Mru-Mru
7. Lornetki – Ani Mru-Mru
8. Histeryjka 3 – Piotr Bałtroczyk
9. Cela – Ani Mru-Mru i Cezary Pazura
10. Brzuchomówca – Ani Mru-Mru
11. Histeryjka 4 – Piotr Bałtroczyk
12. Praga Squaw – Ani Mru-Mru
13. Król i Wieśniak – Ani Mru-Mru
14. Kobieta i mężczyzna – Cezary Pazura
15. Alibaba i 40 rozbójników – kulisy Ani Mru-Mru i Robert Górski
16. Jasnowidz – Ani Mru-Mru
17. Inwazja – Ani Mru-Mru
18. Pierwszy raz – Ani Mru-Mru